# Aspitates glabra
Aspitates glabra là một loài bướm đêm trong họ Geometridae.